# ホッケー・チャンピオンズチャレンジ
ホッケー・チャンピオンズチャレンジ（Champions Challenge）は、かつて開催されていたフィールドホッケーの国際大会である。
2001年に開始され、隔年で開催されていた。
FIH世界ランキング7～12位、すなわちチャンピオンズトロフィー出場国に準ずる順位の国によって行われている。基本的には前年のオリンピックまたはワールドカップの順位により決められる。
優勝国には翌年のホッケー・チャンピオンズトロフィー出場権が与えられる。
2014年の開催を最後に、その後はFIHホッケー・ワールドリーグにとって代わられた。

## 大会記録

### 男子
| 年   | 開催地                              |                  | 決勝戦 | 決勝戦           | 決勝戦 |
| 年   | 開催地                              | 優勝             | 結果   | 準優勝           |        |
| ---- | ----------------------------------- | ---------------- | ------ | ---------------- | ------ |
| 2001 | クアラルンプール （マレーシア）     | インド           | 2–1    | 南アフリカ共和国 |        |
| 2003 | ヨハネスブルグ （南アフリカ共和国） | スペイン         | 7–3    | 韓国             |        |
| 2005 | アレクサンドリア （エジプト）       | アルゼンチン     | 5–2    | 韓国             |        |
| 2007 | アントウェルペン （ベルギー）       | アルゼンチン     | 3–2 ET | ニュージーランド |        |
| 2009 | サルタ （アルゼンチン）             | ニュージーランド | 4–2    | パキスタン       |        |
| 2011 | ヨハネスブルグ （南アフリカ共和国） | ベルギー         | 4–3    | インド           |        |
| 2012 | キルメス （アルゼンチン）           | アルゼンチン     | 5–0    | 韓国             |        |
| 2014 | カンタン （マレーシア）             | 韓国             | 4–0    | カナダ           |        |

### 女子
| 年   | 開催地                              |                  | 決勝戦 | 決勝戦           | 決勝戦 |
| 年   | 開催地                              | 優勝             | 結果   | 準優勝           |        |
| ---- | ----------------------------------- | ---------------- | ------ | ---------------- | ------ |
| 2002 | ヨハネスブルグ （南アフリカ共和国） | イングランド     | 2–1    | 韓国             |        |
| 2003 | カターニャ （イタリア）             | ドイツ           | 3–1    | スペイン         |        |
| 2005 | ヴァージニアビーチ （米国）         | ニュージーランド | 2–0    | 南アフリカ共和国 |        |
| 2007 | バクー （アゼルバイジャン）         | 中国             | 2–1    | 韓国             |        |
| 2009 | ケープタウン （南アフリカ共和国）   | ニュージーランド | 2–1    | 南アフリカ共和国 |        |
| 2011 | ダブリン （アイルランド）           | 日本             | 3–2    | 米国             |        |
| 2012 | ダブリン （アイルランド）           | オーストラリア   | 6-1    | 米国             |        |
| 2014 | グラスゴー （スコットランド）       | 米国             | 3–1    | アイルランド     |        |